# マッドハウス (映画)
『マッドハウス』（Madhouse）は、1974年に公開されたイギリス・アメリカ合衆国合作のホラー映画。監督はジム・クラーク。 出演はヴィンセント・プライス、ピーター・カッシング、ロバート・クォーリー、エイドリアン・コリ。映画は、1969年のアンガス・ホールが書いた小説『Devilday by Angus Hall』を原作としている。

## ストーリー
大晦日、ハリウッドのベテランホラー映画俳優ポール・トゥームスの自宅でパーティーが開かれ、彼は自分の代表作「ドクター・デス」シリーズの最新作で共演する若手女優エレンとの婚約を発表する。ところが、ポールの元愛人のフェイに連れられたポルノ映画製作者のオリヴァー・クエイルは、エレンが元ポルノ女優であることを暴露し、2人の間に亀裂が入る。寝室に戻ったエレンのもとにドクター・デスの格好をした何者かが襲い掛かる。
第一発見者となったポールは容疑者と目されたものの証拠不十分だったため逮捕されず、精神病院に入院した。事件から12年後、ロンドンに住む親友の脚本家ハーバート・フレイから、「ドクター・デス」シリーズがBBCによってテレビドラマ化されるという連絡が入る。事件を想起させることからポールは消極的だったが、原作者でもあるハーバートのためにも引き受けた。ところが、テレビ版の共同制作者がオリヴァーだと知り、ポールは怒る。
その後、ポールはフェイがハーバートと結婚しつつも、数年前の交通事故で精神を病んだことを知り、シリーズの再開に疑念を抱く。
さらに、オリヴァーが原作に登場しない「ドクター・デスの女助手」というキャラクターを無断で作り、それに自分の愛人キャロルをあてがうことを知り、周囲の人間が自分を利用していると憤慨する。
やがて、ポールに近づく者たちや番組関係者がドクター・デスの扮装をした何者かによって殺されていく。ポール自身もドクター・デスが自分の分身ではないかと疑う中、番組広報担当のジュリアは、あることに気づく。

## キャスト
| 役名           | 俳優                   | 日本語吹替                                        |
| 役名           | 俳優                   | TBS版                                             |
| -------------- | ---------------------- | ------------------------------------------------- |
| ポール         | ヴィンセント・プライス | 千葉耕市                                          |
| ハーバート     | ピーター・カッシング   | 大木民夫                                          |
| フェイ         | エイドリアン・コリ     | 白石冬美                                          |
| オリバー       | ロバート・クォーリー   | 阪脩                                              |
| ジュリア       | ナターシャ・パイン     | 横沢啓子                                          |
| エリザベス     | リンダ・ヘイドン       | 小宮和枝                                          |
| 不明 その他    | N/A                    | 千田光男 黒部鉄 峰恵研 長堀芳夫                   |
| 日本語スタッフ |                        |                                                   |
| 演出           |                        |                                                   |
| 翻訳           |                        |                                                   |
| 効果           |                        |                                                   |
| 調整           |                        |                                                   |
| 制作           | 制作                   | ザック・プロモーション                            |
| 解説           | 解説                   | N/A                                               |
| 初回放送       | 初回放送               | 1979年3月7日 『ミッドナイト映画劇場』 23:30-25:00 |